# Nancy (1814)
El bergantín Nancy integró la segunda escuadra de las Provincias Unidas del Río de la Plata, la cual en la Campaña Naval de 1814 al mando del comandante Guillermo Brown derrotó a las fuerzas navales realista de Montevideo y posibilitó la captura de la plaza.

## Historia
El Nancy estaba consignado a Diego Brittain (al igual que la Fragata Hércules). Fue adquirida por el estado (comisión de Juan Larrea y Guillermo Pío White) en enero de 1814 por la suma de $10500 e incorporada a la escuadra el 6 de ese mes.
Su comandante fue el sargento mayor Richard Leech. El 15 de febrero se hizo cargo del mando brevemente cu segundo el capitán Tomas Harding y el 23 de febrero el subteniente Henry James.

### Combate de Martín García

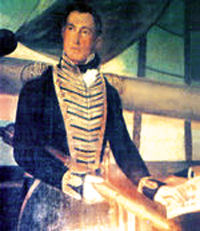
Brown (óleo de F.Goulu, 1825).

El 10 de marzo de 1814 la flota de Brown atacó a la escuadra realista comandada por el capitán Jacinto de Romarate estacionada en la Isla Martín García. 
El plan de Brown consistía en atacar por frente y retaguardia a la línea española. A esos efectos destacó una división compuesta por el Fortuna, Carmen y San Luis para que rodeando por el oeste el banco situado a estribor de los realistas cayera sobre su retaguardia mientras la fuerza principal atacaba su frente. Formaba esta división la Hércules sobre el ala izquierda, luego la Céfiro, el Nancy y la Juliet sobre el ala derecha.
A las 13:30, sin que estuviera aún en posición la división de flanqueo, la escuadra de Brown, en vanguardia la Juliet por tener el mejor práctico, abrió fuego vivo sobre los realistas que fue de inmediato respondido. 
La capitana argentina intentó avanzar bajo fuego sobre la enemiga pero habiendo perdido a su piloto varó en el banco del oeste de la isla bajo tiro de cañón y de proa al enemigo, con lo que sufrió el fuego sostenido enemigo con fuertes pérdidas y sin poder responder más que con tres cañones, dedicando sus cañones de banda a las baterías en tierra. Brown cuestionó en su parte la manera en que el resto de la escuadra "se condujo durante la acción, a pesar de haberse hecho todas las señales y haber ido personalmente en mi bote antes de las 12 de la noche a instar y suplicar su apoyo, todo lo cual resultó inútil".
En esta, la primera y más sangrienta jornada del Combate de Martín García, Romarate consiguió rechazar exitosamente el asalto. Tras las reparaciones y contando con el solo refuerzo de 49 hombres Brown volvió contra toda previsión al ataque y el 15 de marzo en una operación anfibia tomó la isla y forzó a la escuadra de Romarate a refugiarse en el Río Uruguay, dividiendo definitivamente las fuerzas enemigas y abriendo el camino al bloqueo de la ciudad de Montevideo.

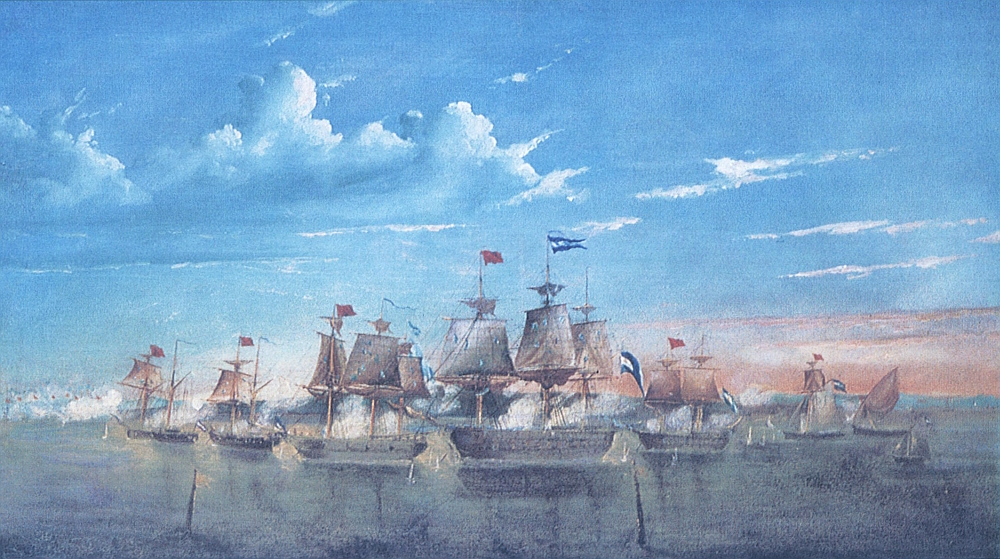
Combate de Martín García.

La participación del Nancy en este combate, al igual que en el Combate naval del Buceo de mayo de ese año, fue prácticamente nula, en razón de su lentitud y escasa maniobrabilidad. 
Participó luego del bloqueo hasta la rendición de la plaza el 23 de junio de 1814. Se había acordado que la fragata Mercurio, capturada con la caída de la plaza, sería asignada para transportar a Europa al vencido gobernador Gaspar de Vigodet y su estado mayor, pero Brown consiguió que se asignara al Nancy. La Mercurio era una excelente nave, todo lo contrario del Nancy.
Su oficialidad y tripulación fue entonces transferida a la Mercurio y el Nancy se tripuló con marinos españoles voluntarios y al mando del teniente de navío Manuel Clemente y Miró zarpó el 29 de octubre arribando a las Islas Canarias en diciembre.